# W ślepej uliczce
W ślepej uliczce (wł. Un maledetto imbroglio) – włoski dramat kryminalny z 1959 roku w reżyserii Pietro Germiego, z Germim i Claudią Cardinale w rolach głównych, którego scenariusz powstał na podstawie powieści Carla Emilia Gaddy Niezły pasztet na via Merulana (wł. Quer pasticciaccio brutto de via Merulana).

## Premiera
Film wyświetlono pierwszy raz w Turynie 11 listopada 1959 roku. Kolejne premiery miały miejsceː 26 listopada w Mediolanie oraz 10 grudnia w Rzymie. Odnowiona wersję wyświetlono we Włoszech 20 września 1999 roku, a następnie podczas Nowojorskiego Festiwalu Filmowego 25 września.

## Fabuła
Detektyw próbuje rozwiązać zagadkę podwójnego morderstwa dokonanego w kamienicy mieszczańskiej przy via Merulana w Rzymie.

## Obsada
- Pietro Germi jako inspektor Ciccio Ingravallo
- Claudia Cardinale jako Assuntina
- Franco Fabrizi jako Massimo Valdarena
- Cristina Gaioni jako Virginia
- Claudio Gora jako Remo Banducci
- Eleonora Rossi Drago jako Liliana Banducci
- Saro Urzì jako detektyw Saro
- Nino Castelnuovo jako Diomede[3]

## Produkcja
Zdjęcia kręcono w Rzymie, Sacrofano i Marino.

## Nagrody
Obraz nagrodzono podwójnym Nastro d’argento w 1960 roku za najlepszy scenariusz oraz najlepszego aktora drugoplanowego (Claudio Gora). W tym samym roku przyznano mu również nagrodę Globo d'oro dla najlepszego filmu we Włoszech.